# Place idéale
Place idéale var en form av bastionsbefästning, som av den 1822 till Metz flyttade Mèzièresskolan uppställde som normaltyp.
Det utmärkande för denna var bland annat högverk i bastionerna, tvärverk, lynetter samt en yttre, betäckt gång. Genom befästningskonstens snabba utveckling under 1800-talet fick place idéale aldrig någon praktisk användning.